# Sapere Aude Trust
Sapere Aude Trust är en i liechtensteinsk stiftelse, som bildats av Jan Stenbeck.
Stiftelsen Sapere Aude, som betyder "våga vara vis", stiftades - troligen omkring 1999 - i syfte att organisera ett generationsskifte i Investment AB Kinnevik. Trusten är dominerande ägare i Kinnevik.
Sapere Aude Trusts förmånstagare är Cristina Stenbeck och de tre övriga barnen i Jan Stenbecks äktenskap med Merrill McLeod, och Jan Stenbeck hade också testamenterat sin förmögenhet till trusten. Eftersom bodelning skedde enligt svensk lag, tillföll endast ena hälften trusten, medan den andra hälften såsom laglott i lika delar tillföll hans fem barn. 